# Christuskirche (Altenmünster)
Die Christuskirche ist die evangelisch-lutherische Dorfkirche von Altenmünster, einem Gemeindeteil von Stadtlauringen im unterfränkischen Landkreis Schweinfurt. Die Kirchengemeinde gehört zur Pfarrei Wetzhausen im Dekanat Rügheim.
Die Kirche zählt zu den Baudenkmälern von Stadtlauringen und ist unter der Nummer D-6-78-181-42 in der Bayerischen Denkmalliste registriert.

## Geschichte
Der Dorfherr Philipp Albrecht Truchsess von Wetzhausen zu Sternberg führte im 17. Jahrhundert das lutherische Bekenntnis in Altenmünster ein. Eine Kirche stand anfangs nicht zur Verfügung. Zunächst musste der Gottesdienst in Wetzhausen besucht werden. Später wurde das alte Schulhaus als Betsaal genutzt. Erst im Jahr 1901 entstand die heutige Kirche. Den Namen "Christuskirche" trug sie zu Anfang noch nicht, sondern erhielt ihn erst bei ihrem 100-jährigen Bestehen.

## Beschreibung

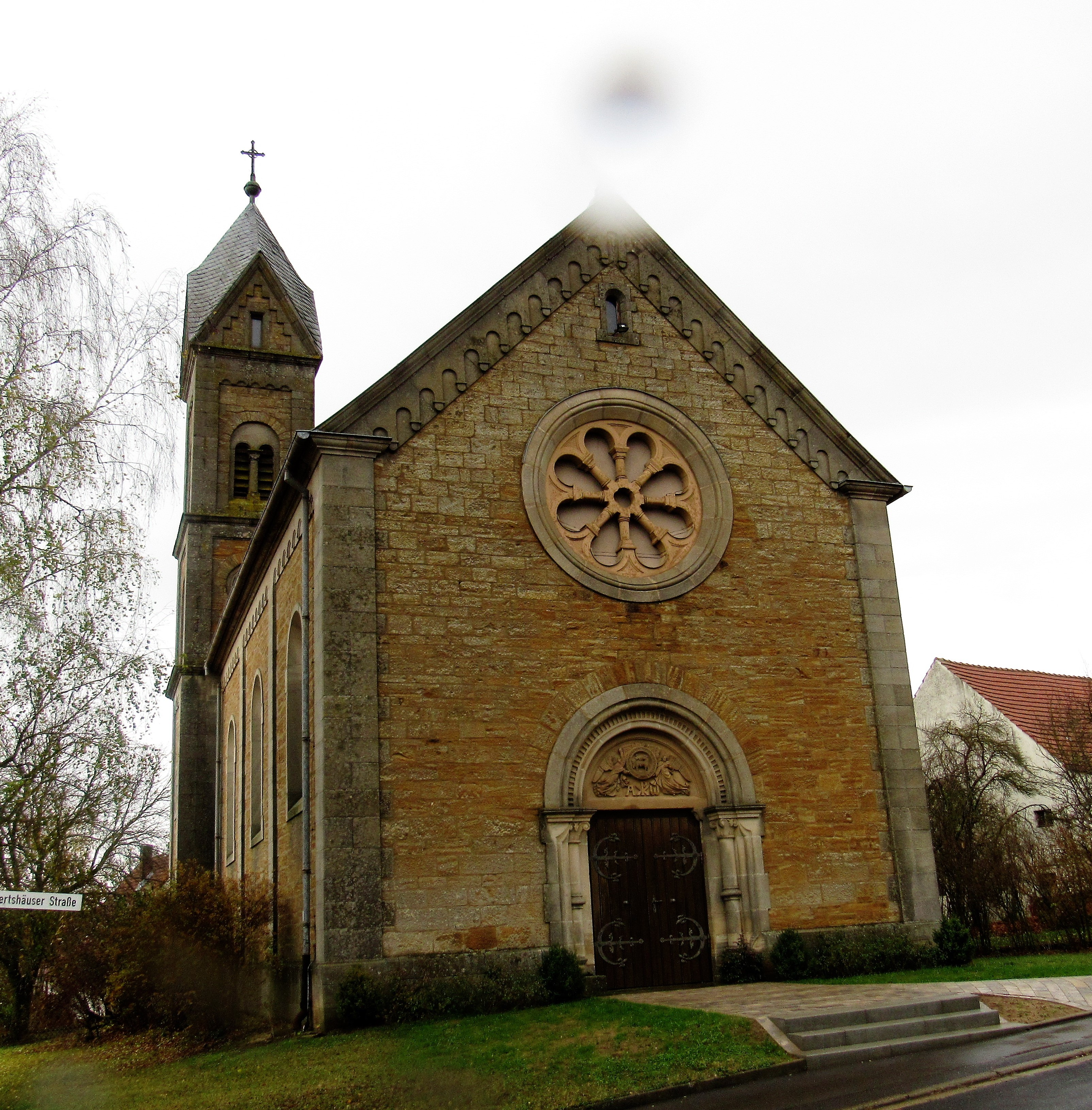
Christuskirche in Altenmünster

Die Christuskirche ist im neoromanischen Stil erbaut und dem Typ nach eine Hallenkirche.
Der Eingang befindet sich auf der Westseite. Oberhalb zwischen zwei Engeln ist eine Inschrift eingebracht, die die Allmacht Gottes verdeutlichen soll. Ein Stück oberhalb der Bogentravée, die die Eingangstür umrahmt, befindet sich eine Rosette. Sie sollte zur besseren Beleuchtung des Innenraums die Mauer durchbrechen. Bei Renovierungsarbeiten wurde sie jedoch verschlossen.
Auch die Einrichtung der Kirche ist neoromanisch. Der Altar steht auf einem Sockel. Er besteht aus einer großen Altarplatte, die auf einem Sandsteinblock liegt. Sie wird seitlich von zwei Rundpfeilern mit korinthischen Kapitellen getragen. Die Rundpfeiler sind mit dem Sandsteinblock verbunden. Im Hintergrund steht ein neues Eichenkreuz des Stadtlauringer Bildhauers Josef Felkl. Der Taufstein aus Sandstein hat die Form einer verkürzten Säule mit Würfelkapitell. Die steinerne Kanzel an der rechten Westseite des Kirchenschiffs betritt man über eine Treppe. Ihr Geländer besteht aus übereinander gestellten Rundbogen. An der Kanzel sieht man in Reliefen die Symbole der vier Evangelisten und darunter jeweils ein Schriftfeld. In den 1960er Jahren wurden Renovierungen durchgeführt, die das Bild der Kirche bis heute prägen.
Der Turm der Kirche an der Nordseite hat einen quadratischen Grundriss. Er springt anstelle eines Querschiffs aus der Mauer hervor. Der Eingang des Turms besteht, wie der Eingang der Kirche, aus einer eisenbeschlagenen Holztür. Sie wird ebenfalls von einer Bogentravée umrahmt. Doch anstelle eines Tympanons wird der Bogen hier von einer Glasscheibe ausgefüllt.